# Márcio Hallack
Abdo Márcio Sarquis Hallack (Juiz de Fora, Minas Gerais, 27 de junho de 1953) é  pianista, compositor, e arranjador.
Estudou com Vilma Graça, Luiz Eça, Esther Scliar, André Pires e Dario Galante.
Pianista, compositor e arranjador proveniente de tradicional família libanesa, Márcio Hallack é atualmente um dos grandes nomes da música instrumental brasileira. Autodidata, já se apresentou e gravou com Hermeto Pascoal, Toninho Horta, Gilson Peranzzetta, Mauro Senise, Jaques Morelembaum, Robertinho Silva, Marcos Suzano, Galo Preto, David Chew, entre outros. Compõe trilhas para cinema e foi indicado ao Prêmio Tim de Música com o CD “De Manhã". 
Inicialmente, atuou como pianista em vários eventos e em festivais no Cine Theatro Central, em sua cidade natal. Por essa época, integrou vários grupos.
Em 1979, no Hotel Nacional no Rio de Janeiro, participou do "Festival Brahma MPB", classificando em 3º lugar o choro "Um presente pro titio", de sua autoria com arranjos do Maestro Gaya, tendo a participação do flautista Copinha. Por essa época, venceu um concurso de piano em Barbacena, Minas Gerais.

## Anos 80 e 90
No início da década de 1980, atuou em várias gravações com diversos artistas: Galo Preto, Hermeto Pascoal, Tom Jobim e Paulinho da Viola.
No ano de 1989, apresentou-se no festival "Free Som", organizado por Paulinho Albuquerque e realizados no Cotton Club, em São Paulo e no Rio Jazz Club, no Rio de Janeiro. Neste mesmo ano, lançou seu primeiro disco individual. No LP contou com as participações de Nelson Ângelo, Mauro Senise, Fernando Leporace, Novelli e Telma Costa.
No ano de 1993, abriu o show de Vitor Biglione realizado no Front, em Juiz de Fora. Neste mesmo ano, participou, ao lado de Robertinho Silva e Raul de Souza, do "II Pró-Jazz Festival", realizado na Escoila Pró-Música, em Juiz de Fora. No ano seguinte, em 1994, atuou como pianista e arranjador ao lado de Hérmanes Abreu na faixa "Um talvez", do disco de Lígia Alcantarino. Além disso, realizou show em Belo Horizonte no projeto "Tríade Instrumental".
Em 1995, gravou o disco "Tudo azul", no qual participaram Raul de Souza, Mauro Senise, Robertinho Silva, Nico Assumpção e Adriano Giffoni. No ano seguinte, fez show de lançamento na Casa Rosada, com a participação de Toninho Horta na guitarra.
No ano de 1997, participou, juntamente com Mauro Senise, Robertinho Silva e Adriano Giffoni, do programa da TV Educativa do Rio de Janeiro. Por essa época, atuou como arranjador e pianista no filme "O Rei do Samba", de José Sette, sobre a vida de Geraldo Pereira. Atuou ainda do disco "Contrabaixo brasileiro", de Adriano Giffoni. Neste mesmo ano, participou de diversos programas: "Canal Jazz", de Roberto Moura na TVE, "Arrumação", de Saulo Laranjeiras na TV Alterosa (SBT).
Em 1998, ao lado de Kim Ribeiro, participou do programa "Ao Vivo Entre Amigos", de Ricardo Cravo Albin, na Rádio MEC/AM. Neste mesmo ano, apresentou-se com Robertinho Silva no projeto "Rock In Rio Instrumental" e, no ano seguinte, a dupla se apresentou no Anfiteatro da Companhia de Força e Luz de Cataguases, no qual foi gravado um CD ao vivo.

## Anos 2000
No ano 2000, compôs a trilha sonora do filme "Lanterna Mágica", de Alexandre Alvarenga. Integrou o quinteto de Vitor Biglione, com o qual se apresentou no Mistura Fina (RJ), Teatro Alfa Real (SP), Museu do Telephone (RJ), Sesc - Bauru (SP), Hotel Copacabana Palace (RJ), Sesc - Vila Mariana (SP), e no Teatro Rival (RJ). Ainda neste ano, ao lado de Miéle, o Quinteto e Vitor Biglione apresentaram-se na Universidade Estácio de Sá, no Rio de Janeiro. Participou como convidado de saxofonista canadense Jean Pierre Zanella do show "Música Instrumental", na Casa de Cultura Laura Alvim, em Ipanema, no Rio de Janeiro. Neste mesmo ano, participou da gravação da trilha sonora do filme "Janela do Caos", de José Sette, sobre a vida do poeta Murilo Mendes. Nesta trilha, constam duas composições de sua autoria. Ainda em 2000, apresentou-se no "Projeto Instrumental", do Espaço Arte Sumária, no Rio de Janeiro, além de fazer show no La Taberna, em Belo Horizonte e de participar do "IV Festival de Jazz do Pró-Música", de Juiz de Fora.
Entre 1979 e 2002, participou de vários discos, entre eles, do LP do pianista Sérgio Souto, grupo Choro Galo Preto, CD "Contrabaixo brasileiro", de Adriano Giffoni, "Duo Robertinho Silva e Márcio Hallack, gravado ao vivo no Teatro da Cia Força e Luz de Cataguases, mas ainda não lançado. CD "O tempo e o lugar"de Fernanda Cunha, "Ararinha Azul", CD de Aleuda Silva, como pianista ao lado de Hermeto Paschoal na faixa "Campos de morangos".
Em 2002 lançou o CD "De Manhã".  No CD “De Manhã” , homenageia Hermeto Pascoal, Toninho Horta e Gilson Peranzzetta, aos quais Hallack dedica três músicas: Free Campeão, Da Horta e Maestro Gil, e foi indicado ao Prêmio Tim de 2003.  Márcio Hallack foi Indicado ao Prêmio Tim de Música Brasileira 2003, pelo CD De Manhã – entre outras premiações, como o II Prêmio BDMG-Instrumental (2002 e 2007). Recebeu críticas elogiosas de José Domingos Raffaelli, Tárik de Souza, Antonio Carlos Miguel e Zuza Homem de Melo, entre outros. Participou dos álbuns Sueli Costa e Cacaso, de Daniela Aragão e O Tempo e o Lugar, de Fernanda Cunha, gravado nos EUA (2002) e indicado pelo site Myspace para a categoria “Wonderful pianists” – 2009.

## Anos 2010
Participou do Thelonius Jazz, em 2011, ao lado chilenos neozelandeses. é considerado um dos grandes nomes da música instrumental brasileira, como um dos mais fortes expoentes de Minas Gerais. Iniciou como autodidata e ingressou no Conservatório Estadual De Musica Haydeé França Americano (Juiz de Fora) e, em seguida, no Conservatório Brasileiro de Musica de Barbacena, onde tirou primeiro lugar. Entre seus professores estiveram Esther Scliar, Luis Eça, Vilma Graça, Gilberto Tinetti, Antonio Bessan, Andre Pires, Vitor Santos, Sylvio Gomes, Maria Teresa de Assis, Sérgio de Sabbatto, Todd Murphy e outros. Foi parceiro de Murilo Antunes, do Clube da Esquina, entre outros. No cinema, fez trilhas sonoras, arranjos e participações. Em TV, fez um especial sobre seu trabalho, entre outras participações. Participou de festivais e shows como o Thelonius Jazz (Chile), o Free Som (Free Jazz), o Pro Jazz (Juiz de Fora), o Rio das Ostras Instrumental e em locais como a Modern Sound, o Espaço Constituição e a Sala Baden Powell, no Rio de Janeiro. Recentemente se apresentou em Nova York, no Zinc Bar, Arlene´s Grocery, com Nelson Angelo. Lançou o CD Aquelas Canções (2014), com parceiros como Murilo Antunes, Luiz Sergio Henriques e Moacyr Luz. 
Em 2013, Márcio lançou seu quinto CD próprio, além das dezenas de participações em trabalhos em grupo e de outros músicos. Aquelas Canções é um álbum que abre nova vertente na carreira de Márcio, até aqui marcada por transitar naquela região do espaço & tempo, múltipla, que se costuma chamar ‘Brazilian Jazz’, MPB instrumental ou, como uma vez o crítico Zuza Homem de Mello definiu o trabalho de Hallack, a música que “une a introspecção mineira à liberdade carioca”. Em seu novo trabalho, Márcio – que por sinal tem formação em música erudita – não só toca seu piano preciso como canta, divide vocais com figurinhas carimbadas e assina as 13 faixas – algumas em parcerias, com destaque para cinco delas compostas com Murilo Antunes, da turma do Clube da Esquina. O nome do álbum diz tudo – é um disco devotado a canções. Há de sambas rasgados a bossas-novas delicadamente contidas. O CD é um presente aos sentidos e, com certeza, uma reafirmação da sacada de Zuza: há na produção de Hallack uma mineiridade quietamente ruidosa e um bocado de carioquice que não gosta de limites. Márcio, que soma larga experiência internacional em palcos & estúdios e já tocou com gente da pesada como Hermeto Pascoal, Jacques Morelembaum e Raul de Souza, entre uma penca de outros de igual importância, também em Aquelas Canções se une a músicos de primeira ordem. Estão lá Nivaldo Ornelas, Fernanda Cunha, Robertinho Silva e Toninho Horta, para ficar só em alguns. Aquelas Canções foi dedicado ao músico Flávio Goulart de Andrade, que participou nas guitarras do álbum. Flávio morreu na época das gravações. Também homenageado foi Geraldo Pereira, na faixa O Rei do Samba, que fez parte da trilha de um documentário sobre o legendário sambista dirigido por José Sette. Duas vezes vencedor do Prêmio BDMG-Instrumental e já comparado a John Coltrane (pelo crítico musical Jose Domingos Raffaelli), Márcio Hallack reforça a sensação, com seu novo trabalho, de que vem há muito merecendo mais espaço no cercadinho da cultura brasileira. 

## Anos 2020
Márcio Hallack lança, em 2020, o disco "Desse Modo”, pela produtora e gravadora Kuarup.
Junto com Hallack, o baixista Éneas Xavier e o baterista Esdras Ferreira compõem a formação instrumental básica do disco, que ainda apresenta muitos outros convidados. O grupo presta homenagem a representantes da música brasileira, como Milton Nascimento, Edu Lobo e Moacir Santos.
Segundo o pianista, a ideia da produção do CD surgiu há muitos anos: “Foi passando o tempo e, 17 anos depois, nós fomos gravar”.
"To Ron", homenagem ao compositor americano Ron Miller, foi eleita a música desta semana. A faixa é uma composição de Márcio Hallack, com interpretação de Márcio Hallack, Éneas Xavier, Esdras Ferreira, Jorge Continentino, João Machala, Fredy Alves e Humberto Mirabelli. 
- 1989 – Talismã [9]
- 1995 – Tudo Azul
- 2002 – De Manhã
- 2010 – Piano Solo, Choros e Canções
- 2013 – Aquelas Canções
- 2020 – Desse Modo (gravadora Kuarup) [10]